# Titanatemnus ugandanus
Titanatemnus ugandanus es una especie de arácnido del orden Pseudoscorpionida de la familia Atemnidae.

## Distribución geográfica
Se encuentra en Tanzania y en Uganda.